# Paloma (drag queen)
Hugo Bardin (nascut el 30 de juny de 1991), conegut professionalment com a Paloma, és un intèrpret drag, cantant, director i guionista francès. És més conegut per guanyar la primera temporada de Drag Race France.

## Primers anys de vida
Hugo Bardin va néixer el 30 de juny de 1991. Va fer les seves primeres lliçons de teatre als quatre anys, fet que va donar lloc al seu desig de treballar en aquest camp. Després del batxillerat, que va obtenir a Clermont-Ferrand, la seva ciutat natal, va continuar els seus estudis al Cours Florent, a París. Durant aquest temps, va exercir diverses professions en el camp del teatre, en particular d'actor, però també de director o perruquer.

## Carrera
El 2018, Bardin va estrenar el personatge de Paloma. El nom de Paloma es va inspirar en el cinema de Pedro Almodóvar i també recorda Paloma Picasso.
El 2022, el curtmetratge homònim de Paloma, dirigit per ell mateixa, es va estrenar en festivals. El 2 de juny de 2022, es va anunciar que era una de les deu candidates que participaven en la primera temporada de Drag Race France. Al final de la final, va guanyar contra Soa de Muse i La Grande Dame.